# Ctenoplusia triteia
Ctenoplusia triteia là một loài bướm đêm trong họ Noctuidae.